# Yingkou
Yingkou (en chino, 营口; pinyin, Yíngkǒu) es una ciudad-prefectura en la provincia de Liaoning, República Popular China. Limita al norte con Panjin, al sur con Dalian, al oeste con Huludao y al este con An-shan. Es una ciudad portuaria de la bahía de Liaodong, el río Liao pasa por la ciudad. Su área es de 5359 km² y su población total para 2010 superó los 2,4 millones de habitantes. 

## Historia
La ciudad Niuzhuang (牛庄), era uno de los puertos abiertos con arreglo al Tratado de Tianjin de 1858. De hecho, la ciudad de Niuzhuang estaba a unos cincuenta kilómetros aguas arriba del río Liao. Después de que el tratado había sido firmado, los británicos encontraron que el río cerca de Niuzhuang era poco profundo para sus buques. En cambio, el puerto tratado fue trasladado a la zona más cerca de la desembocadura del río donde hoy se encuentra Yingkou.

## Toponimia
Durante el período de los Tres Reinos se llamaba Liaokou (辽口 'desembocadura del [río] Liao) . En la dinastía Qing pasó a llamarse Meigouying (没沟营). En 1866 pasó a llamarse Yingkou, una simplificación de "Puerto Meigouying" (没沟营 口岸 Méigōu Yíng Kǒu àn).

## Administración
La ciudad prefectura de Yingkou se divide en 6 localidades que se administran en 4 distritos urbanos y 2 ciudades suburbanas;
- Distrito Zhanqian 站前区
- Distrito Xishi 西市区
- Distrito Bayuquan 鲅鱼圈区
- Distrito Laobian 老边区
- Ciudad Dashiqiao 大石桥市
- Ciudad Gaizhou 盖州市

## Clima
| Parámetros climáticos promedio de Yingkou (1971−2000) | Parámetros climáticos promedio de Yingkou (1971−2000) | Parámetros climáticos promedio de Yingkou (1971−2000) | Parámetros climáticos promedio de Yingkou (1971−2000) | Parámetros climáticos promedio de Yingkou (1971−2000) | Parámetros climáticos promedio de Yingkou (1971−2000) | Parámetros climáticos promedio de Yingkou (1971−2000) | Parámetros climáticos promedio de Yingkou (1971−2000) | Parámetros climáticos promedio de Yingkou (1971−2000) | Parámetros climáticos promedio de Yingkou (1971−2000) | Parámetros climáticos promedio de Yingkou (1971−2000) | Parámetros climáticos promedio de Yingkou (1971−2000) | Parámetros climáticos promedio de Yingkou (1971−2000) | Parámetros climáticos promedio de Yingkou (1971−2000) |
| Mes                                                   | Ene.                                                  | Feb.                                                  | Mar.                                                  | Abr.                                                  | May.                                                  | Jun.                                                  | Jul.                                                  | Ago.                                                  | Sep.                                                  | Oct.                                                  | Nov.                                                  | Dic.                                                  | Anual                                                 |
| ----------------------------------------------------- | ----------------------------------------------------- | ----------------------------------------------------- | ----------------------------------------------------- | ----------------------------------------------------- | ----------------------------------------------------- | ----------------------------------------------------- | ----------------------------------------------------- | ----------------------------------------------------- | ----------------------------------------------------- | ----------------------------------------------------- | ----------------------------------------------------- | ----------------------------------------------------- | ----------------------------------------------------- |
| Temp. máx. media (°C)                                 | −3.2                                                  | −0.1                                                  | 6.6                                                   | 15.3                                                  | 21.6                                                  | 25.9                                                  | 28.5                                                  | 28.1                                                  | 23.7                                                  | 16.2                                                  | 6.8                                                   | −0.4                                                  | 14.1                                                  |
| Temp. mín. media (°C)                                 | −13.1                                                 | −9.9                                                  | −2.5                                                  | 5.8                                                   | 12.5                                                  | 18.2                                                  | 21.7                                                  | 20.5                                                  | 14.1                                                  | 6.3                                                   | −2.1                                                  | −9.2                                                  | 5.2                                                   |
| Precipitación total (mm)                              | 6.8                                                   | 6.3                                                   | 12.1                                                  | 31.5                                                  | 53.9                                                  | 69.0                                                  | 175.3                                                 | 149.4                                                 | 67.9                                                  | 41.1                                                  | 21.5                                                  | 8.5                                                   | 643.3                                                 |
| Días de precipitaciones (≥ 0.1 mm)                    | 3.1                                                   | 3.0                                                   | 4.2                                                   | 6.2                                                   | 8.0                                                   | 9.6                                                   | 12.0                                                  | 9.4                                                   | 6.8                                                   | 5.8                                                   | 4.7                                                   | 2.8                                                   | 75.6                                                  |
| Horas de sol                                          | 199.8                                                 | 204.1                                                 | 243.1                                                 | 257.3                                                 | 279.9                                                 | 262.1                                                 | 233.7                                                 | 239.1                                                 | 254.0                                                 | 232.2                                                 | 185.5                                                 | 183.5                                                 | 2774.3                                                |
| Humedad relativa (%)                                  | 62                                                    | 59                                                    | 58                                                    | 58                                                    | 61                                                    | 70                                                    | 79                                                    | 79                                                    | 72                                                    | 67                                                    | 66                                                    | 64                                                    | 66.3                                                  |
| Fuente: China Meteorological Administration           |                                                       |                                                       |                                                       |                                                       |                                                       |                                                       |                                                       |                                                       |                                                       |                                                       |                                                       |                                                       |                                                       |